# GateKeeper
GateKeeper è una montagna russa del parco divertimenti statunitense Cedar Point, situato nei pressi di Sandusky, in Ohio. Progettata da Bolliger & Mabillard (B&M), è stato il quinto wing coaster al mondo. L'attrazione è stata inaugurata l'11 maggio 2013. GateKeeper presentava la più alta inversione al mondo quando aprì, costituita da un mezzo inline twist a 52 metri di altezza seguito dalla seconda metà di un giro della morte, che per l'occasione fu chiamata Wing Over drop. Ha anche battuto diversi record nella categoria dei wing coaster, inclusi quelli per altezza, velocità, lunghezza del tracciato, lunghezza della discesa iniziale e numero di inversioni. Ha un'altezza massima di 52 m, con una rampa di salita inclinata a 40 gradi. La sua massima velocità è di circa 108 km/h. 

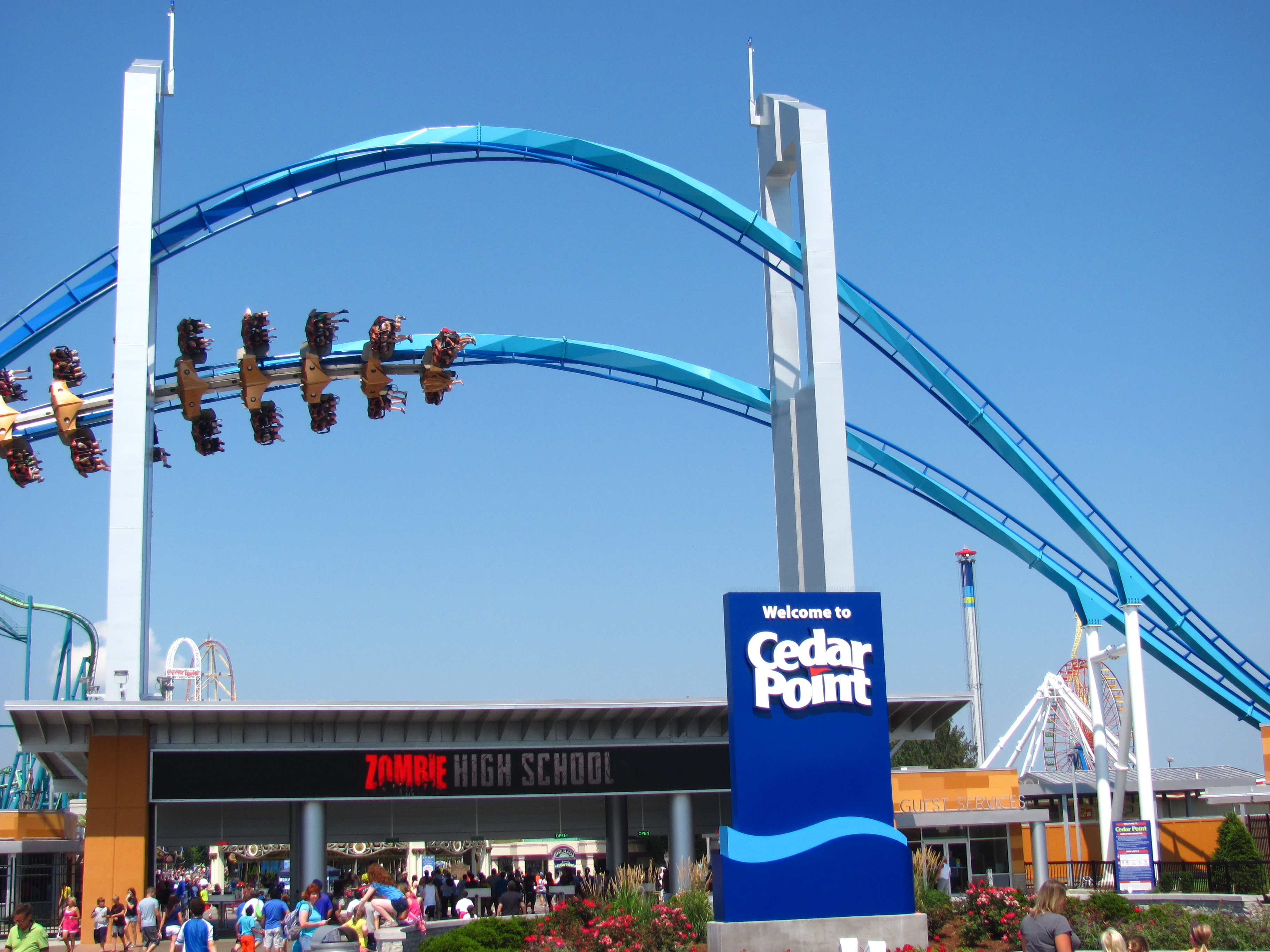
Porzione del tracciato dell'attrazione che passa sopra l'ingresso del parco

La costruzione dell'attrazione cominciò a settembre 2012 e impiegò circa otto mesi per essere completata. Fu costruita anche una nuova piazza d'ingresso del parco; infatti, la montagna russa ci passa ben due volte sopra, con i suoi due zero-g roll. Le montagne russe hanno sostituito le attrazioni di Disaster Transport e Space Spiral, entrambe demolite durante l'estate del 2012, riportando Cedar Point al suo ex totale di 16 montagne russe. Nel 2013 GateKeeper è stata la montagna russa con più visitatori del parco e si è classificata al 28º posto tra le montagne russe in acciaio nel sondaggio annuale dei Golden Ticket Awards di Amusement Today.

## Storia
Idee riguardanti la costruzione di una nuova montagna russa cominciarono ad essere discusse sotto l'ex amministratore delegato di Cedar Fair Dick Kinzel nel 2011, progetto poi portato avanti dal suo successore, Matt Ouimet. Il primo concetto di GateKeeper fu presentato al congresso internazionale tenuto dall'IAAPA del 2011. Il 30 maggio 2012, Sandusky Register riportò che un promemoria, scritto da Ouimet al consiglio di amministrazione di Cedar Fair il 15 febbraio 2012, affermava che un nuovo wing coaster dal nome in codice "CP Alt. Winged" sarebbe stato introdotto nel 2013. Menzionava anche che l'attrazione avrebbe battuto i record di wing coaster per altezza, velocità e lunghezza e che avrebbe avuto una forte presenza all'ingresso del parco, ed oltre a percorrere l'ingresso principale, parte della pista avrebbe attraversto anche porzioni del parcheggio. I dettagli sostenevano che l'ottovolante sarebbe stato alto 52 metri e che sia Disaster Transport che Space Spiral sarebbero dovuti essere rimossi per accogliere la nuova attrazione.

### Annuncio
Il 13 agosto 2012 Cedar Point annunciò ufficialmente GateKeeper con caratteristiche tecniche che confermarono quelle trapelate da Sandusky Register, ovvero un wing coaster di casa B&M di altezza 52 metri. Una domanda di registrazione marchio fu depositata per il nome di GateKeeper lo stesso giorno. Rob Decker dichiarò anche: "GateKeeper è davvero un'innovazione da brividi." Il costo totale della nuova attrazione fu di 30 milioni di dollari, equivalenti a circa 22 700 000 di euro nel 2013.

### Costruzione

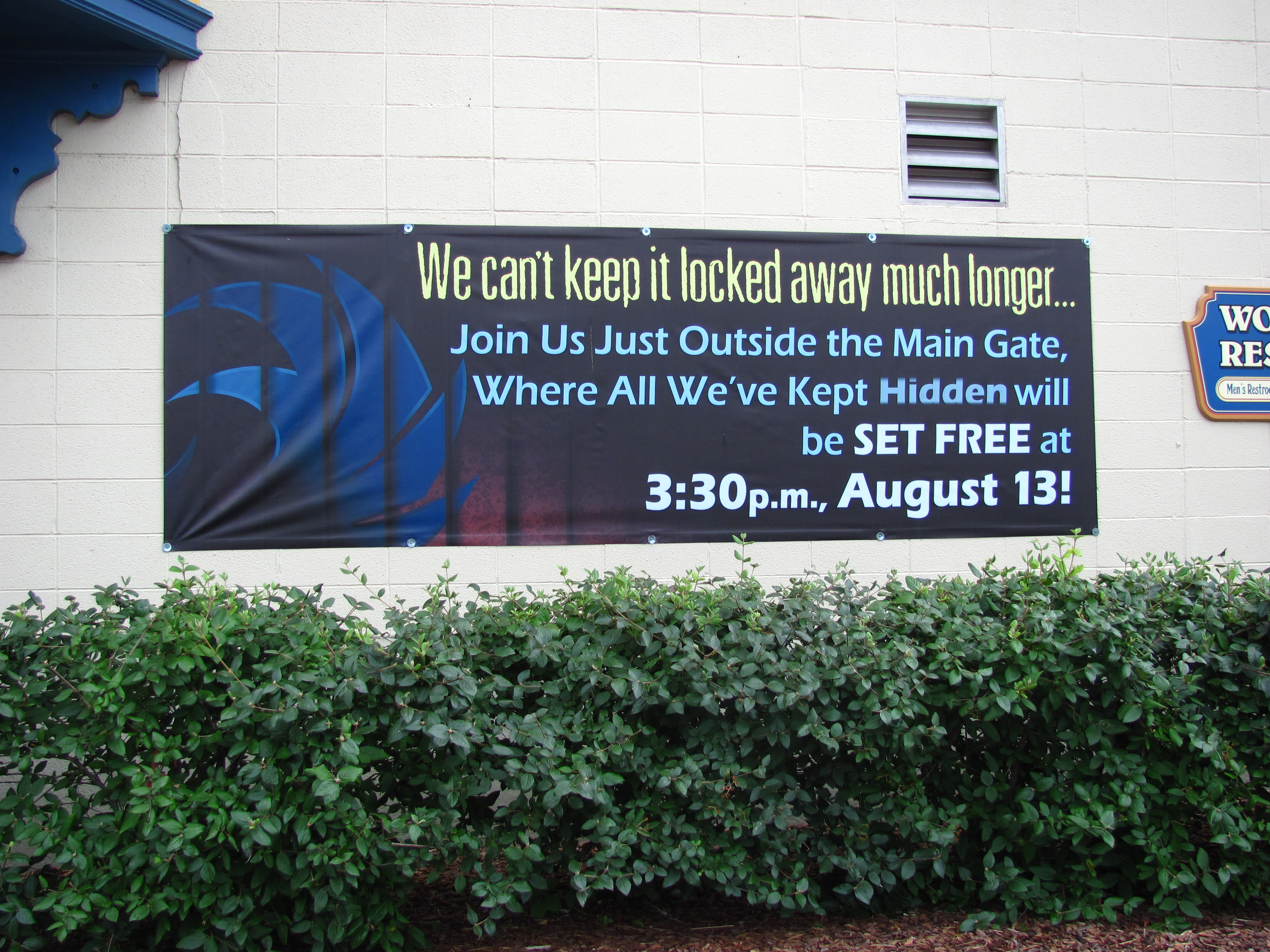
Banner che annunciava la data di inaugurazione di GateKeeper

Il 13 luglio 2012 Cedar Point annunciò la chiusura di Disaster Transport e Space Spiral. Disaster Transport fu chiuso il 29 luglio 2012 e lo smantellamento cominciò il 6 agosto, a partire dal retro dell'edificio. Space Spiral fu chiuso il 14 agosto 2012 e demolito il 12 settembre implodendo la base e facendo cadere la torre verso la spiaggia. La costruzione di GateKeeper iniziò a metà settembre e le prime fondamenta furono gettate il 2 ottobre. I primi binari furono consegnati il 23 ottobre e l'installazione del binario e dei supporti, a partire dalla stazione, cominciò il 5 novembre. La rampa iniziale fu completata il 30 novembre. Un aggiornamento di costruzione del 7 gennaio 2013 riferì che circa il 40% della struttura dell'attrazione, inclusi gli elementi Wing Over Drop, loop di Immelmann e camelback, era stato completato. I primi pezzi delle due torri "bucate", attraverso le quali si sviluppava il caratteristico zero-g roll sovrastante all'ingresso del parco, arrivarono il 23 gennaio e la prima torre fu eretta il 29 gennaio. Il 27 febbraio 2013, circa due settimane prima del previsto, attorno alle 14:00, l'ultimo pezzo di GateKeeper fu messo a posto.

## Descrizione

### Entrata e coda
La piazza d'ingresso di GateKeeper si trova vicino alla spiaggia, dove al centro risiede una scultura con il logo GateKeeper. La coda è disposta parallela alla spiaggia, sotto la rampa e la stazione. Una volta sotto la stazione, i passeggeri possono scegliere da che parte del treno vorrebbero viaggiare, data la natura del doppio lato dei wing coaster.

### Tracciato
Dopo aver lasciato la stazione, il treno gira di 180 gradi a destra, e comincia a salire sulla rampa, via catena, inclinata a 40 gradi. Una volta che il treno raggiunge in cima (52 m) entra nel primo elemento chiamato Wing Over drop. Il treno compie una torsione "in linea" di 180 gradi, per poi scendere per 50 m nella direzione opposta a quella da dove si è saliti. Durante questa discesa, il treno raggiunge i 108 km/h e i passeggeri sperimentano una forza-g pari a 4 g. Successivamente il treno entra in un loop di Immelmann quasi direttamente sotto la rampa iniziale. Il treno poi curva a destra di qualche decina di gradi in un camelback, su cui i passeggeri provano una sensazione di assenza di peso. Dopo, il treno passa attraverso un grande corkscrew, seguito da uno zero-g roll che passa attraverso le torri "bucate" discusse prima. Il treno ritorna quindi a terra e attraversa un dive loop inclinato, che è il punto più lontano del tracciato da quello di partenza. Successivamente, il treno ruota di 360 gradi in un inline twist, che ripassa dietro le due torri. Il treno gira quindi leggermente a sinistra prima di entrare nella brake run di metà percorso. Il treno scende a terra prima di risalire nuovamente ed entra in un'elica discendente di 360 gradi. Il treno attraversa quindi una piccola collina prima di svoltare a sinistra nella brake run finale che precede la stazione.